# 足利滿詮
足利滿詮（日语：／ Ashikaga Mitsuakira，1364年7月6日—1418年6月29日）是日本南北朝時代至室町時代武將，父親是室町幕府第2任將軍足利義詮，母親是紀良子，同母兄長是第3任將軍足利義滿，其父義詮和兄長義滿各賜其一字，得名滿詮。

## 生涯
滿詮在幕府內經常支持兄長義滿。永和4年（1378年），義滿率兵從東寺出陣時，滿詮亦帶領數百名士兵參戰。
滿詮與生母紀良子一同居住於武者小路（現京都府京都市上京區內）的小川第。應永9年（1402年），滿詮獲任命為從三位參議，翌年12月升任從二位權大納言，在仕途一帆風順之時，滿詮卻在12月7日於小川第親手剃度出家，改稱法名勝山道智。
應永23年（1416年）爆發的上杉禪秀之亂中，滿詮的侄子第4任將軍足利義持躊躇不定之時，滿詮便進言義持早日支援鎌倉公方足利持氏。
應永25年（1418年）5月14日，滿詮病死，在等持院火化，享年55歲。後來，追贈為從一位左大臣，諡號為養德院贈左府。

## 個人
滿詮是義滿的同母弟，受到諸大名的敬愛，在他的葬禮上「眾人對義滿死去感到惋惜，程度與其父義詮死去時候一樣」。
滿詮的正室是藤原誠子，兩人誕下一子地藏院持圓，由義持賜其「持」字。應永13年（1406年），義滿在滿詮仍然在生的時候納誠子為其側室，並且在同年誕下一子梶井義承。滿詮凡事順從其兄長的個性與女性關係複雜的義滿相比，對比相當強烈。
由於滿詮的子女全數出家，因此沒有子孫後代存續下來。

## 經歷
- 天授2年或永和2年（1376年）1月8日，任命從五位下。
- 天授6年或康曆2年（1380年）2月18日，任命為左馬頭。
- 元中4年或至德4年（1387年）1月，升從五位上，留任左馬頭。
- 元中5年或嘉慶2年（1388年）12月12日，升從四位下，轉任左兵衛督。
- 應永9年（1402年）1月6日，升正四位下，留任左兵衛督。3月28日，補任參議。8月21日，升從三位。8月22日，辭任參議。
- 應永10年（1403年）6月14日，轉任權中納言。12月3日，升從二位，轉任權大納言。12月7日，出家。

## 資料來源

### 註解
1. ↑  按《看聞日記》同年10月29日條記載，「既然您是持氏的烏帽子親，為何要置其不顧，加上敵軍一日統一鎌倉的話，很有可能進攻京都，為此協助持氏也是理所當然」。

### 文獻
書籍
- 伊藤喜良. . 吉川弘文館. 2008. ISBN 978-4-642-05246-7.
- 臼井信義. . 吉川弘文館. 1989. ISBN 4-642-05150-3.

史料
- 《看聞日記》